# Gerard Gustaaf Philips
Gerard Gustaaf Alfons Philips (Sint-Truiden, 29 april 1899 - Kessel-Lo, 14 juli 1972) was een Belgisch senator, hoogleraar en rooms-katholiek priester.

## Levensloop
Na de humaniora aan het Klein Seminarie van Sint-Truiden, werd Philips bij zijn intrede in het seminarie van het bisdom Luik naar Rome gestuurd, waar hij van 1918 tot 1925 zijn volledige studies voor het priesterschap volbracht aan de Gregoriana-universiteit.
Hij werd op 23 december 1922 tot priester gewijd en promoveerde in 1925 tot doctor en magister in de godgeleerdheid. Terug in België werd hij ingezet in het onderwijs. Hij was van 1925 tot 1927 docent filosofie in het klein seminarie van Sint-Truiden, van 1927 tot 1944 docent dogmatische theologie aan het grootseminarie in Luik en werd in 1942 lector en in 1944 hoogleraar theologie aan de faculteit godgeleerdheid van de Katholieke Universiteit Leuven.
Ook werd hij in 1926 proost van de Katholieke Studenten Actie (KSA) in Limburg, in 1937 kanunnik van de Kathedraal van Luik en in 1938 algemeen proost van het (Vrouwelijk) Jeugdverbond voor Katholieke Actie. In 1925 werd Philips gouwproost van de Limburgsche Katholieke Vlaamsche Studentenbond, die hij in 1928 hielp aansluiten bij het Jeugdverbond voor Katholieke Actie.
Van 1953 tot 1968 zetelde hij voor de CVP als gecoöpteerd senator in de Senaat. Hij volgde hierin Mgr. Pieter Broeckx op. In de traditie van de katholieke partij, had men graag een priester onder de CVP-senatoren. Na Philips werd deze traditie afgebroken.
Hij speelde in 1957 een belangrijke rol op het tweede Wereldcongres voor het Lekenapostolaat in Rome.
Hij kreeg internationale bekendheid als adjunct-secretaris van de centrale theologische commissie op het Tweede Vaticaans Concilie. Hij moest echter deze activiteit voor gezondheidsredenen in 1965 opgeven.

## Publicaties
- La raison d'être du mal d'après Saint Augustin, Leuven, 1927.
- Hors de l'Eglise point de salut, Luik, 1929.
- De Heilige Kerk, Mechelen, 1935.
- Het mysterie van Christus, Antwerpen, 1948.
- Katholieke actie, Vlaamse beweging en politiek, Leuven, 1949.
- De leek in de Kerk, Leuven, 1952.
- Christelijke partij, voorbijgestreefde formule?, in: Tijdschrift voor politiek, 01/12/1955.
- L'appel de Rome et l'apostolat des laïcs, in: Revue générale belge, 1958.
- L'émancipation du Congo et l'Eglise, in: "Revue générale belge", 1959.
- Etudes sur l'apostolat des laïcs, Brussel, 1960.
- Ziekenzorg in katholieke instellingen, in: De Maand, 1960.
- Prosélytisme ou neutralisme, in: La Revue nouvelle, 15/02/1960.
- Naar een volwassen christendom, Leuven, 1961.
- De roeping van Europa,n in: Kultuurleven, 1962.
- Lumen gentium, Antwerpen, 1968.
- La mise en application de Vatican II, in: Nouvelle revue théologique, 1969.
- Le chrétien authentique demain, Gembloers, 1970.
- Maakt het Kristendom zich waar?, Brugge, 1972.

## Eerbetoon
- Ecclesia a spiritu sancto edocta. Mélanges théologiques offerts à Mgr. Gérard Philips, Gembloers, 1970.
- Philips werd tot ereprelaat benoemd.